# Branchville (Alabama)
Pour les articles homonymes, voir Branchville.
La ville de Branchville est située dans le comté de Saint Clair, dans l’État de l’Alabama, aux États-Unis. Elle comptait 825 habitants lors du recensement de 2000.
En 2007, les habitants de Branchville votent à 164 voix contre 79 pour le rattachement de leur ville à la municipalité voisine d'Odenville.